# バウムレーベン
株式会社バウムレーベン（英称：BAUMLEBEN）は、テレビ番組・映画の編集技術の会社である
ポストプロダクション
ビデオ編集、オフライン編集、VR編集、MA、音響効果などが主な業務

## 所在地
- 東京都新宿区若葉

## 主な作品
（凡例）太字：現在放映中または放映前の作品、無：オフライン編集・オンライン編集・MAの全般担当、★：オフライン編集のみ担当番組、◎：オンライン編集・MAの担当番組。

### 設立時 - 2009年まで

#### 連続ドラマ
- アフリカのツメ（読売テレビ，吉本興業，泉放送制作、2004年4月-2005年3月 木曜深夜）
- 離婚弁護士（フジテレビ、2004年4月期 木曜22時）◎
- よい子の味方（TBS，ビデオフォーカス、2004年6月―7月 愛の劇場）
- ファンタズマ〜呪いの館〜（テレビ東京，東宝、2004年7月期 日曜深夜）
- 愛のソレア（東海テレビ，泉放送制作、2004年10月期 昼帯）★
- 救命病棟24時〈第3シリーズ〉（フジテレビ、2005年1月期 火曜21時）
- 富豪刑事（テレビ朝日，東宝、2005年4月期 木曜ドラマ）
- 聞かせてよ愛の言葉を（TBS，大映テレビ、2005年2月―3月 愛の劇場）
- 離婚弁護士II〜ハンサムウーマン〜（フジテレビ、2005年4月期 火曜21時）
- ドラゴン桜（TBS，MMJ、2005年7月期）
- 東京ワンダーツアーズ（日本テレビ、2005年9月―2006年3月）
- 時効警察（テレビ朝日，MMJ、2006年1月期 金曜ナイトドラマ）
- 警視庁捜査一課9係〈season1〉（テレビ朝日・東映、2006年4月期 水曜21時）
- 医龍-Team Medical Dragon-（フジテレビ、2006年4月期 木曜22時）
- 人生はフルコース（NHK総合，NHKエンタープライズ，東阪企画、2006年7月 土曜ドラマ）
- 紅の紋章（東海テレビ，テレパック、2006年10月期 昼帯）
- 家族〜妻の不在・夫の存在〜（ABC朝日放送，テレビ朝日，5年D組、2006年10月期 金9）
- ヒミツの花園（関西テレビ・MMJ、2007年1月期 火曜22時）
- 警視庁捜査一課9係〈season2〉（テレビ朝日，東映、2007年4月期 水曜21時）
- 帰ってきた時効警察（テレビ朝日，MMJ、2007年4月期 金曜ナイトドラマ）
- 菊次郎とさき〈第3シリーズ〉（テレビ朝日，5年D組、2007年7月期 木曜ドラマ）
- 女帝（ABC朝日放送，テレビ朝日，MMJ、2007年7月期 金9）
- 愛の迷宮（東海テレビ，テレパック、2007年10月期 昼帯）
- 医龍 -Team Medical Dragon2-（フジテレビ、2007年10月期 木曜22時）
- もうひとつの象の背中（テレビ朝日，国際放映、2007年10月―11月 土曜ミッドナイトドラマ）
- おいしいごはん 鎌倉・春日井米店（テレビ朝日，石原プロモーション、2007年10月期 木曜ドラマ）
- あしたの、喜多善男〜世界一不運な男の、奇跡の11日間〜（関西テレビ，MMJ、2008年1月期 火曜22時）
- コインロッカー物語（テレビ朝日・国際放映、2008年2月-3月 土曜ミッドナイトドラマ）
- 警視庁捜査一課9係〈season3〉（テレビ朝日・東映、2008年4月期 水曜21時）
- 打撃天使ルリ（テレビ朝日，国際放映、2008年7月期 金曜ナイトドラマ）
- 愛讐のロメラ（東海テレビ，テレパック、2008年10月期 昼帯）
- チーム・バチスタの栄光（関西テレビ，MMJ、2008年10月期 火曜22時）
- ありふれた奇跡（フジテレビ，FCC、2009年1月期 木曜22時）★
- セレぶり3（テレビ東京，電通，アットムービー、2009年1月期 ドラマ24）
- ママはニューハーフ（テレビ東京，大映テレビ、2009年4月-7月 Lドラ）
- ゴッドハンド輝（TBS，MMJ、2009年4月-5月）
- BOSS（フジテレビ、2009年4月期 木曜22時）◎
- おひとりさま（TBS，MMJ、2009年10月期 金曜22時）

#### スペシャルドラマ
- 牡丹と薔薇 完結版（東海テレビ・ビデオフォーカス、2004年4月 金曜エンタテイメント）
- 東京ワンダーホテル '04夏（日本テレビ、2004年7月）
- 森村誠一サスペンスシリーズ4 街（TBS・スイート・ベイジル、2004年7月 月曜ミステリー劇場）
- 捜査検事・近松茂道4 偽装（テレビ東京・BSジャパン・TSP、2004年8月 女と愛とミステリー）
- 西村京太郎トラベルサスペンス 寝台特急〈ブルートレイン〉八分停車（テレビ東京・BSジャパン・PROTX、2004年8月 女と愛とミステリー）
- 山村美紗サスペンス 小京都飛騨高山殺人事件（テレビ東京・BSジャパン・PROTX、2004年9月 女と愛とミステリー）
- 信濃のコロンボ事件ファイル6 軽井沢殺人事件（テレビ東京・BSジャパン・Gカンパニー、2004年9月 女と愛とミステリー）
- 所轄刑事（フジテレビ・TSP、2004年9月 金曜エンタテイメント）
- 山村美紗サスペンス 赤い霊柩車シリーズ19 見知らぬ招待客（フジテレビ・大映テレビ、2004年10月 金曜エンタテイメント）
- 火災調査官・紅蓮次郎4（テレビ朝日・大映テレビ、2004年10月 土曜ワイド劇場）
- あの日にかえりたい。〜東京キャンティ物語〜（日本テレビ、2004年10月）
- 熱血シングル・ファザー〜新聞記者・新庄圭吾の事件ファイル〜（フジテレビ・トレンド、2004年10月 金曜エンタテイメント）
- 家政婦は見た!23（テレビ朝日・大映テレビ、2004年11月 土曜ワイド劇場）
- 東京ワンダーホテル '04秋（日本テレビ、2004年11月）
- おとり捜査官・北見志穂8（テレビ朝日・泉放送制作、2004年12月）
- 東京ワンダーホテル '04冬（日本テレビ、2004年12月）
- 棟居刑事シリーズ4 復讐（TBS・Gカンパニー、2004年12月 月曜ミステリー劇場）
- 刑事吉永誠一 涙の事件簿2 帰れない遺骨（テレビ東京・BSジャパン・ホリプロ、2004年12月 女と愛とミステリー）
- 西村寿行サスペンス 特命刑事・徳田左近 時効（テレビ東京・BSジャパン・大映テレビ、2004年12月 女と愛とミステリー）
- 離婚弁護士 新春スペシャル（フジテレビ、2005年1月）◎
- 救命病棟24時スペシャル2005（フジテレビ、2005年1月）
- スチュワーデス刑事9（フジテレビ、2005年1月 金曜エンタテイメント）
- 信濃のコロンボ事件ファイル7 見知らぬ鍵（テレビ東京・BSジャパン・Gカンパニー、2005年1月 女と愛とミステリー）
- 110番通信司令室 秋月翔子（TBS、2005年 月曜ミステリー劇場）
- 殺人リプレイ（テレビ朝日・シネハウス、2005年2月 土曜ワイド劇場）
- ざこ検事 潮貞志の事件簿3（TBS・東映、2005年3月 月曜ミステリー劇場）
- 十津川警部夫人の旅情殺人推理3（フジテレビ・PDS、2005年3月 金曜エンタテイメント）
- 猪熊夫婦の駐在日誌2（テレビ東京・BSジャパン・角川映画 女と愛とミステリー）
- タクシードライバーの推理日誌20 東京〜関門海峡1,100km殺人（テレビ朝日・東北新社クリエイツ、2005年4月 土曜ワイド劇場）
- 弁護士 朝吹里矢子4 証言拒否の謎（TBS・TSP、2005年4月 月曜ミステリー劇場）
- 森村誠一サスペンスシリーズ5 音（TBS・スイート・ベイジル、2005年5月 月曜ミステリー劇場）
- 信濃のコロンボ事件ファイル8 アリスの騎士〈ナイト〉（テレビ東京・BSジャパン・Gカンパニー、2005年5月 水曜ミステリー9）
- 捜査検事・近松茂道5 自白（テレビ東京・BSジャパン・TSP、2005年6月 水曜ミステリー9）
- 監察医・篠宮葉月 死体は語る6 不倫男女連続殺人（テレビ東京・BSジャパン・角川映画、2005年6月 水曜ミステリー9）
- 温泉若おかみの殺人推理15（テレビ朝日・大映テレビ、2005年7月 土曜ワイド劇場）
- 信濃のコロンボ事件ファイル9 乗せなかった乗客（テレビ東京・BSジャパン・Gカンパニー、2005年8月 水曜ミステリー9）
- ドラマスペシャル 小悪魔な女になる方法（関西テレビ・アズバーズ、2005年9月）
- 鉄道警察官・清村公三郎（テレビ東京・BSジャパン・IMAGICAディーシー21、2005年9月 水曜ミステリー9）
- 白線流し・最終章 〜夢見る頃を過ぎても（フジテレビ、2005年10月）
- 熱血シングルファザー〜新聞記者・新庄圭吾の事件ファイル〜2（フジテレビ・トレンド、2005年10月 金曜エンタテイメント）
- 山村美紗サスペンス 赤い霊柩車シリーズ20 血の鎮魂歌（フジテレビ・大映テレビ、2005年10月 金曜エンタテイメント）
- 弁護士二重丸承子（TBS、2005年11月 月曜ミステリー劇場）
- 刑事吉永誠一 涙の事件簿3 雨に殺せば（テレビ東京・BSジャパン・ホリプロ、2005年11月 水曜ミステリー9）
- 里見浩太朗芸能生活50周年特別企画　夜盗（TBS、2005年 月曜ミステリー劇場）
- ブラックウィドー 未亡人（日本テレビ、2005年12月 DRAMA COMPLEX）
- 所轄刑事2（フジテレビ・TSP、2005年12月 金曜エンタテイメント）
- 京都南署鑑識ファイル2 古都老舗女社長殺人（テレビ朝日・アズバーズ、2005年12月 土曜ワイド劇場）
- 浅見光彦シリーズ21 平家伝説殺人事件（TBS・テレパック、2005年12月 月曜ミステリー劇場）
- スチュワーデス刑事 ファイナル（フジテレビ、2006年1月 金曜エンタテイメント）
- らんぼう（日本テレビ・セントラルアーツ、2006年1月 DRAMA COMPLEX）
- 警視庁黒豆コンビ2 蒼い霧（テレビ東京・BSジャパン・ニューウェーヴ、2006年2月 水曜ミステリー9）
- 松本清張スペシャル・指（日本テレビ・松竹・テレパック、2006年2月 DRAMA COMPLEX）
- 食い道楽!出張料理人 亀崎源一（テレビ東京・BSジャパン・TSP、2006年2月 水曜ミステリー9）
- 生きててもいい…? 〜ひまわりの咲く家〜（フジテレビ、2006年3月 金曜エンタテイメント）
- 浅見光彦シリーズ23 日光殺人事件（フジテレビ・東映・彩の会、2006年4月 金曜エンタテイメント）
- 火災調査官・紅蓮次郎6（テレビ朝日・大映テレビ、2006年4月 土曜ワイド劇場）
- 森村誠一サスペンスシリーズ6 唄（TBS・スイート・ベイジル、2006年4月 月曜ミステリー劇場）
- 温泉若おかみの殺人推理16（テレビ朝日・大映テレビ、2006年6月 土曜ワイド劇場）
- 奥様は警視総監（フジテレビ・大映テレビ、2006年7月 金曜エンタテイメント）
- 女の一生シリーズ　二千人の孤児の母 澤田美喜物語（日本テレビ、2006年8月 DRAMA COMPLEX）
- 刑事吉永誠一 涙の事件簿4 いちばん大切な死体（ひと）（テレビ東京・BSジャパン・ホリプロ、2006年8月 水曜ミステリー9）
- 女の一生シリーズ ヘレンときよしの物語（日本テレビ・トレンド、2006年8月 DRAMA COMPLEX）
- 岡部警部シリーズ 倉敷殺人事件（フジテレビ・ビジュアルネットワーク、2006年9月 金曜エンタテイメント）
- 愛と絆シリーズ P・ハート〜子供嫌いの小児科医物語〜（日本テレビ、2006年9月 DRAMA COMPLEX）
- 浅見光彦シリーズ22 佐用姫伝説殺人事件（TBS・テレパック、2006年9月 月曜ミステリー劇場）
- 山村美紗サスペンス 赤い霊柩車シリーズ21 灰色の容疑者（フジテレビ・大映テレビ、2006年10月 金曜プレステージ）
- 温泉若おかみの殺人推理17（テレビ朝日・大映テレビ、2006年10月 土曜ワイド劇場）
- 指紋捜査官・塚原宇平の神業2 指紋は語る（テレビ東京・BSジャパン・東宝、2006年10月 水曜ミステリー9）
- ドラマスペシャル 天使の梯子（テレビ朝日・MMJ、2006年10月 日曜洋画劇場）
- 輝く女のミステリー 出張料理人 〜最後の晩餐届けます〜（日本テレビ、2006年11月 火曜ドラマゴールド）
- 京都南署鑑識ファイル3「名門陶芸窯元〜茶会連続殺人!!」（テレビ朝日・アズバーズ、2006年11月 土曜ワイド劇場）
- 離婚妻探偵（TBS，大映テレビ、2006年11月 月曜ゴールデン）
- 輝く女のミステリー 警視庁鑑識課<第9班>「ミッドナイトブルー」（日本テレビ・ジャパンヴィステック、2006年11月 火曜ドラマゴールド）
- 硫黄島〜戦場の郵便配達〜（フジテレビ・FCC・ジンネット、2006年12月、土曜プレミアム）
- パナソニックドラマスペシャル 君が光をくれた（TBS・MMJ、2006年12月）
- 輝く女のシリーズ 伝説の美容師 山野愛子物語（日本テレビ、2006年12月 火曜ドラマゴールド）
- 輝く女のシリーズ 塀の中の懲りない女たち2（日本テレビ・東映、2006年12月 火曜ドラマゴールド）
- 芸者小春姐さん奮闘記3（テレビ東京・BSジャパン・C.A.L.、2006年12月 水曜ミステリー9）
- 火災調査官・紅蓮次郎7（テレビ朝日・大映テレビ、2007年1月 土曜ワイド劇場）
- 刑事吉永誠一 涙の事件簿5 約束の指切り（テレビ東京・BSジャパン・ホリプロ、2007年1月 水曜ミステリー9）
- 永遠へ（フジテレビ、2007年1月、金曜プレステージ）
- 警視庁黒豆コンビ3 海に消えた欲望（テレビ東京・BSジャパン・ニューウェーヴ、2007年2月 水曜ミステリー9）
- 30億円ダイヤ強奪!保険調査員村木修介の災難（日本テレビ、2007年2月 火曜ドラマゴールド）
- 所轄刑事2（フジテレビ・TSP、2007年3月 金曜プレステージ）
- 浅見光彦シリーズ23 藍色回廊殺人事件（TBS・テレパック、2007年3月 月曜ゴールデン）
- さすらい署長 風間昭平6 さぬき・金毘羅殺人事件（テレビ東京・BSジャパン・C.A.L.、2007年4月 水曜ミステリー9）
- くうねるところすむところ〜恋するニッカボッカ・ガール〜（関西テレビ・アズバーズ、2007年4月）
- 温泉若おかみの殺人推理18（テレビ朝日・大映テレビ、2007年4月 土曜ワイド劇場）
- 捜し屋★諸星光介が走る!3（TBS・東宝、2007年4月 月曜ゴールデン）
- 弁天祐美子法律事務所（テレビ朝日・東映、2007年4月 土曜ワイド劇場）
- 山田太一ドラマスペシャル・星ひとつの夜（フジテレビ・FCC、2007年5月 金曜プレステージ）
- 奥様は警視総監2（フジテレビ・大映テレビ、2007年6月 金曜プレステージ）
- スペシャルドラマ 玉蘭（テレビ朝日・ホリプロ、2007年6月）
- 夏ドラ!スペシャル 新幹線ガール（日本テレビ・AX-ON、2007年7月）
- 監察医・篠宮葉月 死体は語る8「つがる望郷殺人事件」（テレビ東京・BSジャパン・角川映画、2007年7月 水曜ミステリー9）
- 家政婦は見た!25（テレビ朝日・大映テレビ、2007年7月 土曜ワイド劇場）
- 温泉㊙大作戦4（ABC朝日放送，トレンド、2007年7月 土曜ワイド劇場）
- 法の庭（フジテレビ，テレパック、2007年8月 金曜プレステージ）
- 北多摩署・蟹沢刑事の特捜事件ファイル（テレビ朝日，東北新社クリエイツ、2007年8月 土曜ワイド劇場）
- 刑事吉永誠一 涙の事件簿6 五億円の黒い白髪（テレビ東京，BSジャパン，ホリプロ、2007年8月 水曜ミステリー9）
- 岡部警部シリーズ2「多摩湖畔殺人事件」（フジテレビ，ビジュアルネットワーク、2007年8月 金曜プレステージ）
- 山村美紗サスペンス 赤い霊柩車シリーズ22「代理妻殺人事件」（フジテレビ，大映テレビ、2007年10月 金曜エンタテイメント）
- 警視庁黒豆コンビ4「虚飾の塔・覗かれたセレブ妻の秘密」（テレビ東京，BSジャパン，ニューウェーヴ、2007年10月 水曜ミステリー9）
- タクシードライバーの推理日誌23「東京〜蔵王、死体と待ち合わせた女」（テレビ朝日，東北新社クリエイツ、2007年10月 土曜ワイド劇場）
- ショカツの女〜新宿西署・刑事課強行犯係（ABC朝日放送，大映テレビ、2007年11月 土曜ワイド劇場）
- ベビーシッターの危険な好奇心（TBS，大映テレビ、2007年11月 月曜ゴールデン）
- 松本清張 点と線（テレビ朝日、2007年11月）
- 火災調査官・紅蓮次郎8（テレビ朝日，大映テレビ、2008年1月 土曜ワイド劇場）
- 一瞬の風になれ（フジテレビ、2008年2月）
- 和菓子連続殺人事件（テレビ朝日・大映テレビ、2008年2月 土曜ワイド劇場）
- 笑顔をくれた君へ〜女医と道化師の挑戦〜（フジテレビ，The icon、2008年3月 金曜プレステージ）
- 三十万人からの奇跡〜二度目のハッピーバースディ〜（テレビ東京・5年D組、2008年3月）
- 内藤大助物語〜いじめられっ子のチャンピオンベルト〜（TBS，スイート・ベイジル、2008年7月 月曜ゴールデン）
- ゆっくり歩け、空を見ろ（関西テレビ，G・カンパニー、2008年4月）★
- ショカツの女〜新宿西署・刑事課強行犯係2（ABC朝日放送，大映テレビ、2008年5月）
- 捜査検事・近松茂道8「伊勢志摩・海女伝説殺人事件」（テレビ東京，BSジャパン，TSP、2008年6月 水曜ミステリー9）
- さすらい署長 風間昭平8「あずさ・松本城殺人事件」（テレビ東京，BSジャパン，C.A.L.、2008年7月 水曜ミステリー9）
- 家政婦は見た!ファイナル（テレビ朝日，大映テレビ、2008年7月）
- ありがとう!チャンピイ（フジテレビ，アズバーズ、2008年9月 土曜プレミアム）
- 千の風になって ドラマスペシャル第5弾「なでしこ隊〜少女達だけが見た特攻隊・封印された23日間〜」（フジテレビ，FCC、2008年9月 土曜プレミアム）★
- タクシードライバーの推理日誌24 同時殺人の乗客!!（テレビ朝日，東北新社クリエイツ、2008年9月 土曜ワイド劇場）
- 東京駅お忘れ物預り所2（テレビ朝日，東映、2008年10月 土曜ワイド劇場）◎
- 戦士の資格（フジテレビ、2008年12月 ヤングシナリオ大賞）
- 春さらば〜おばあちゃん天国に財布はいらないよ〜（テレビ東京，博報堂DYメディアパートナーズ，ザ・ワークス、2009年3月）
- ショカツの女〜新宿西署・刑事課強行犯係3（ABC朝日放送，大映テレビ、2009年4月）
- 火災調査官・紅蓮次郎9（テレビ朝日，大映テレビ、2009年4月 土曜ワイド劇場）
- 湯けむりバスツアー 桜庭さやかの事件簿（TBS，MMJ、2009年4月 月曜ゴールデン）
- タクシードライバーの推理日誌25「東京〜宮崎日向灘、殺人画廊の乗客!!」（テレビ朝日，東北新社クリエイツ、2009年4月 土曜ワイド劇場）
- 山村美紗サスペンス 赤い霊柩車シリーズ24「死者からの贈り物」（フジテレビ，大映テレビ、2009年6月 金曜プレステージ）
- 離婚妻探偵2（TBS，大映テレビ、2009年6月 月曜ゴールデン）
- 緑川警部シリーズ「緑川警部VS86人の容疑者」（TBS，国際放映、2009年6月 月曜ゴールデン）
- 芸者小春姐さん奮闘記6（テレビ東京，BSジャパン，C.A.L、2009年7月 水曜シアター9）
- 京都南署鑑識ファイル4「老舗料亭〜密室連続殺人!!」（テレビ朝日，アズバーズ、2009年7月 土曜ワイド劇場）
- 戦場のメロディ（フジテレビ，FCC、2009年9月 土曜プレミアム）
- 誰かが嘘をついている（フジテレビ、2009年10月 特別企画）
- チーム・バチスタスペシャル ナイチンゲールの沈黙（フジテレビ，関西テレビ，MMJ、2009年10月 金曜プレステージ）
- 温泉若おかみの殺人推理21（テレビ朝日，大映テレビ、2009年12月 土曜ワイド劇場）
- 温泉㊙大作戦8（ABC朝日放送，トレンド、2009年12月 土曜ワイド劇場）
- パナソニックドラマスペシャル いのちの島（TBS，MMJ、2009年12月）

#### 動画配信（インターネット、携帯など）
- マンハッタンダイアリーズ（GyaO、2007年1月-3月）
- ミュードラ（ミュージック＋ドラマ）「lily」（フジテレビ On Demand）
- 40女と90日間で結婚できる方法（制作：フジテレビ）
- 30ハケン女が就職する方法（制作：フジテレビ）

#### 映画
- ふみ子の海（新潟県上映推進委員会、2007年）
- 奇跡の海
- 探偵同盟
- 絆
- 引き出しの中のラブレター

### 2010年代

#### 連続ドラマ
- チーム・バチスタ2 ジェネラル・ルージュの凱旋（関西テレビ，MMJ、2010年4月期）
- 熱海の捜査官（テレビ朝日，MMJ、2010年7月期 金曜ナイトドラマ）
- 医龍 -Team Medical Dragon3-（フジテレビ、2010年10月期 木曜22時）
- 美しい隣人（関西テレビ，MMJ、2011年1月期 火曜22時）
- ひとりじゃない（劇団東俳，アズバーズ，BSフジ、2011年1月-2月）
- LADY〜最後の犯罪プロファイル〜（TBS、2011年1月期 金曜22時）
- 家族法廷（BS朝日，MMJ、2011年4月期）
- チーム・バチスタ3 アリアドネの弾丸（関西テレビ，MMJ、2011年7月期 火曜22時）

#### スペシャルドラマ
- タクシードライバーの推理日誌26「東京〜京都・琵琶湖〜土地鑑のある乗客」（テレビ朝日，ユニオン映画、2010年1月 土曜ワイド劇場）
- 山村美紗サスペンス 赤い霊柩車シリーズ25「呪いの絵馬」（フジテレビ，大映テレビ、2010年4月 金曜プレステージ）
- 火災調査官・紅蓮次郎10（テレビ朝日，大映テレビ、2010年2月 土曜ワイド劇場）
- 温泉㊙大作戦9（ABC朝日放送，トレンド、2010年3月 土曜ワイド劇場）
- ショカツの女〜新宿西署・刑事課強行犯係4（ABC朝日放送，大映テレビ、2010年4月）
- 湯けむりバスツアー 桜庭さやかの事件簿2（TBS，MMJ、2010年4月 月曜ゴールデン）
- 救急救命士・牧田さおり5（テレビ朝日，アズバーズ、2010年5月 土曜ワイド劇場）
- 緑川警部シリーズ2「緑川警部VS16時02分の路線バス」（TBS，国際放映、2010年7月 月曜ゴールデン）
- 遺跡発掘ミステリー 〜 人類学者・岬久美子の殺人鑑定!（テレビ朝日，東映、2010年9月 土曜ワイド劇場）
- タクシードライバーの推理日誌27「甲州石和〜殺意の子守唄」（テレビ朝日・ユニオン映画、2010年10月 土曜ワイド劇場）
- 山村美紗サスペンス 赤い霊柩車シリーズ26「黒い同窓会」（フジテレビ・大映テレビ、2010年10月 金曜プレステージ）
- 火災調査官・紅蓮次郎11（テレビ朝日・大映テレビ、2010年11月 土曜ワイド劇場）
- タクシードライバーの推理日誌28 能登和倉～午前3時の同乗者!!（テレビ朝日，ユニオン映画、2010年12月 土曜ワイド劇場）
- チーム・バチスタSP2011〜さらばジェネラル!天才救命医は愛する人を救えるか〜（関西テレビ，MMJ、2011年1月）
- ショカツの女〜新宿西署・刑事課強行犯係5（ABC朝日放送，大映テレビ、2011年1月）
- 浅見光彦シリーズ#TBS版|浅見光彦シリーズ29「菊池伝説殺人事件」（TBS，テレパック、2011年2月 月曜ゴールデン）
- 検事 霞夕子「森を歩く死体」（フジテレビ，ユニオン映画、2011年2月 金曜プレステージ）
- 卒業ホームラン（テレビ東京，ホリプロ、2011年3月）
- 警視庁鑑識課〜南原幹司の鑑定〜「美人料理研究家が殺された!」（TBS，アズバーズ、2011年3月 月曜ゴールデン）
- 山村美紗サスペンス 赤い霊柩車シリーズ28　魔女の囁き（フジテレビ，大映テレビ、2011年4月 金曜プレステージ）
- 湯けむりバスツアー 桜庭さやかの事件簿3（TBS・MMJ、2011年4月 月曜ゴールデン）
- 医療捜査官 財前一二三（フジテレビ，ホリプロ、2011年5月 金曜プレステージ）
- 東野圭吾3週連続スペシャル・回廊亭殺人事件（フジテレビ，大映テレビ、2011年6月 金曜プレステージ）

#### 映画
- エクレール・お菓子放浪記（2011年）